# Cavaglia-Ebene
Die Cavaglia-Ebene ist eine Hochebene im Puschlav im Kanton Graubünden in der Schweiz auf etwa 1700 m ü. M.. Sie befindet sich auf der westlichen Talseite in einem Seitental südlich der Alp Grüm und wird von der Cavagliasch durchflossen, die aus dem Lagh da Palü herunterfliesst. Die einzige Siedlung ist Cavaglia.
Durch die Ökostrom-Zertifizierung wurde das Gebiet unter Schutz gestellt und der Bach Cavagliasch kann sich nun sein Bachbett selbst suchen.
Die Rhätische Bahn bedient hier einen Bahnhof an der Berninalinie. Die Züge verkehren stündlich zwischen St. Moritz und Tirano über den Berninapass. Etwa zehn Minuten Fussweg vom Bahnhof liegt der Gletschergarten von Cavaglia mit seinen eindrücklichen Gletschermühlen.
Seit 2017 findet das Openair Cavaglia statt.

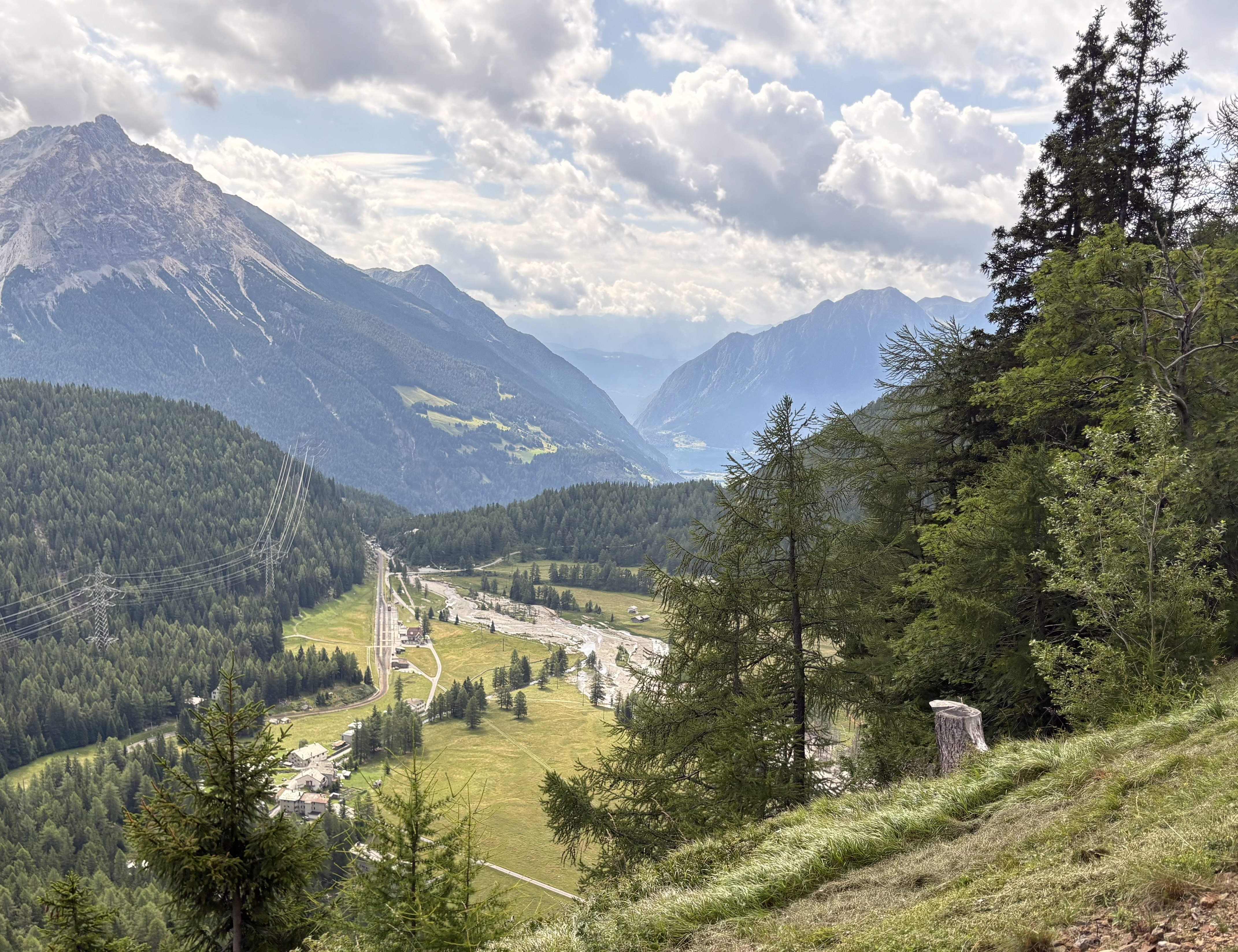
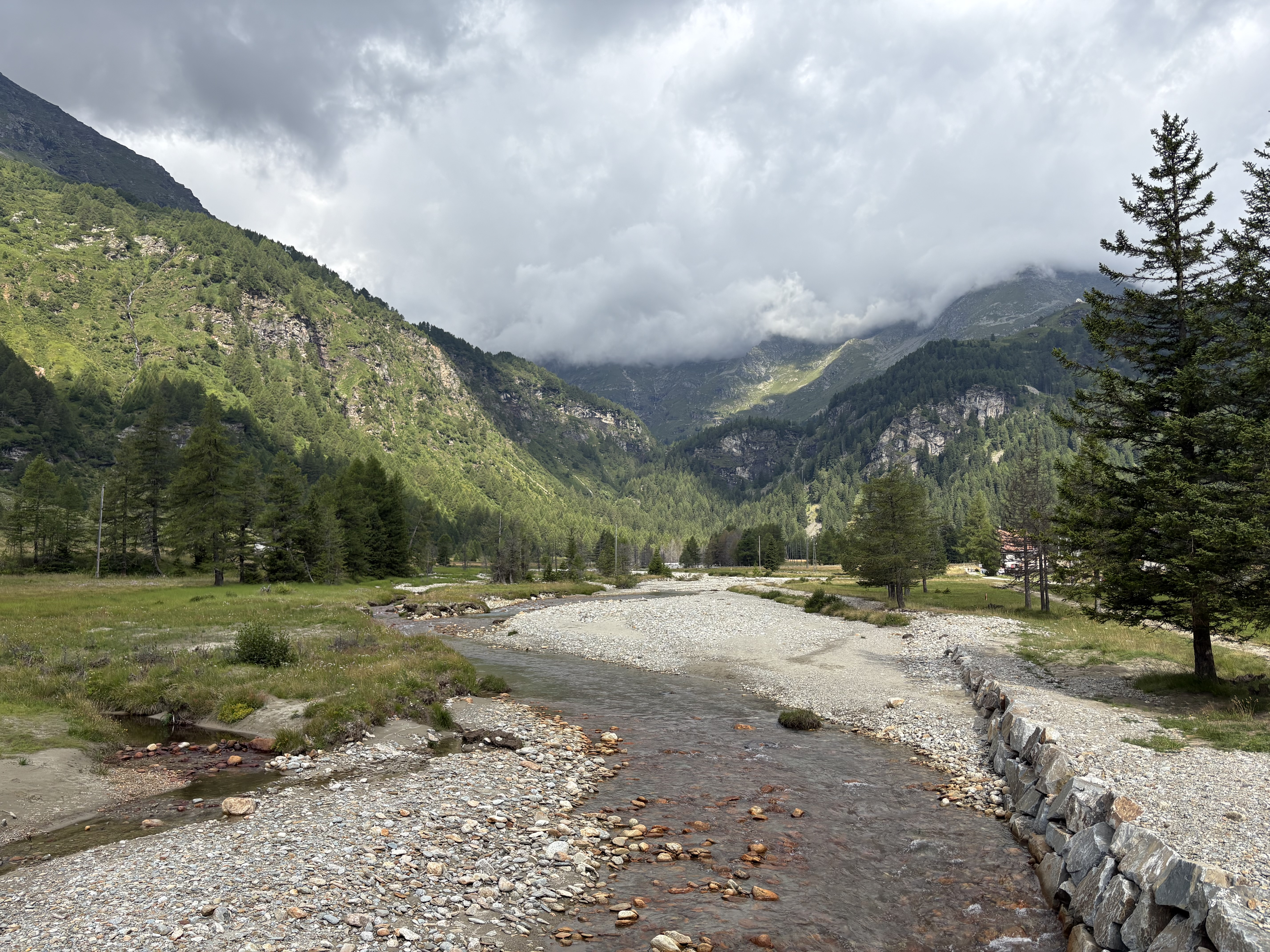
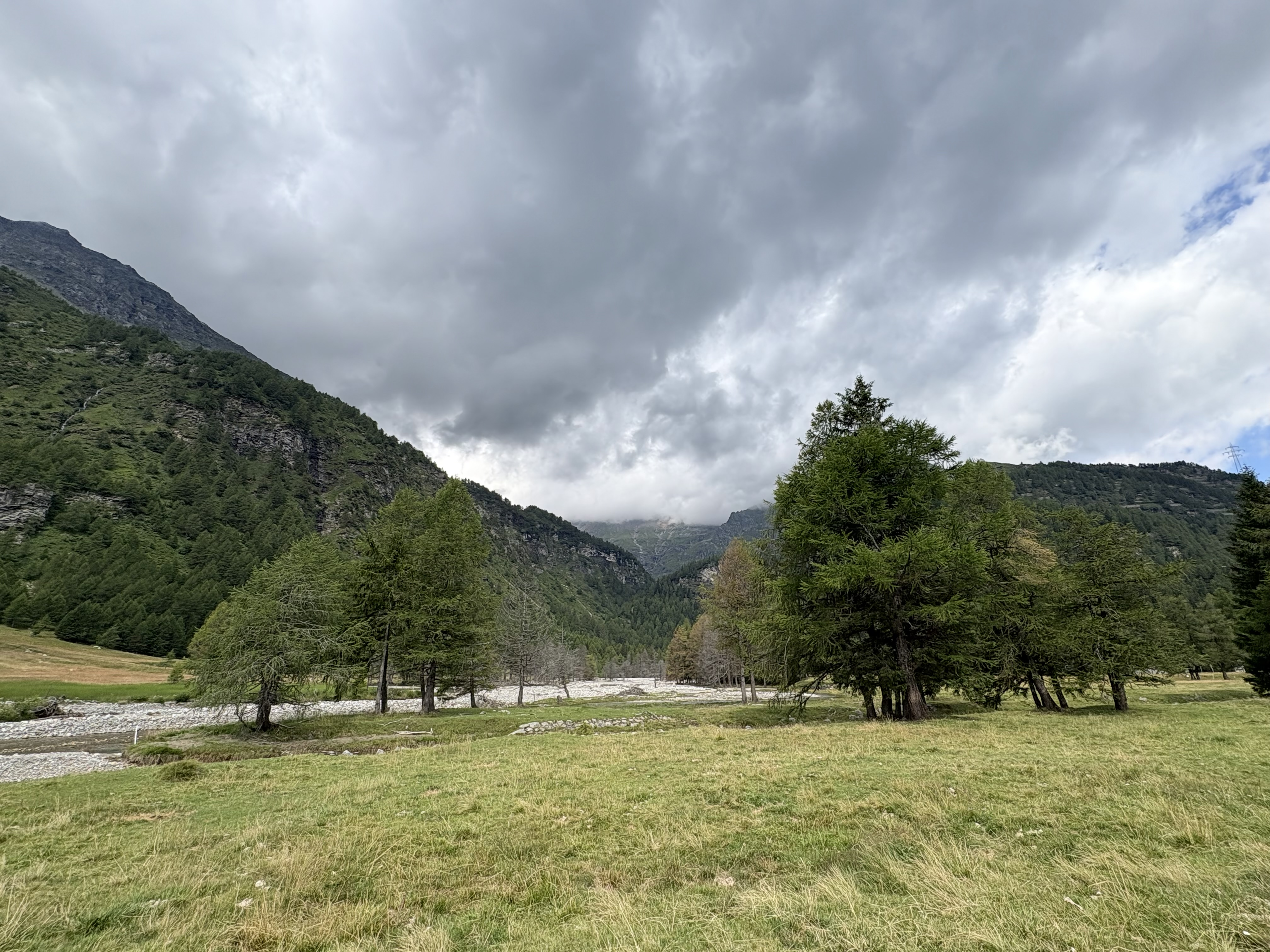
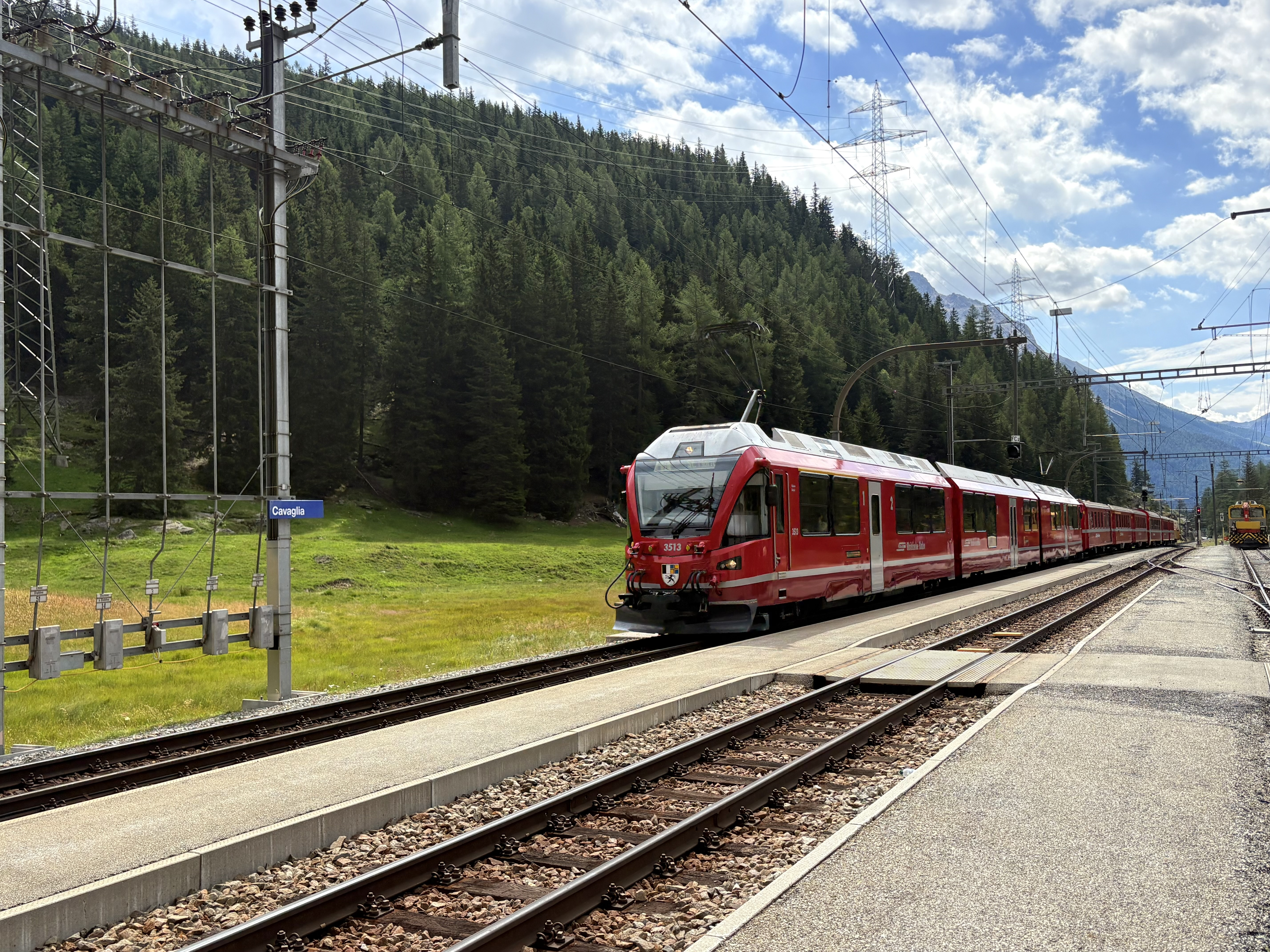
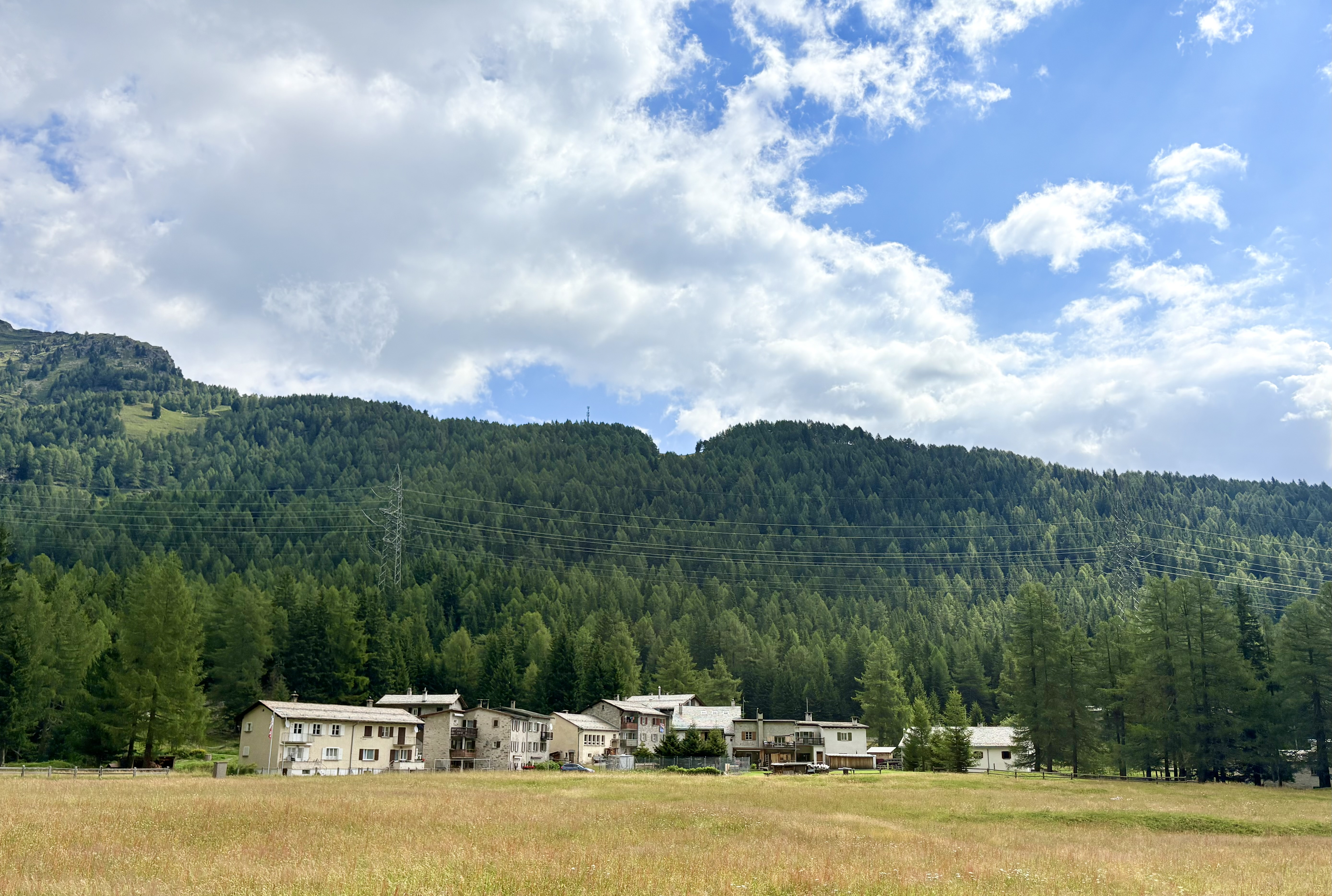
Siedlung